# Verbascum sinuato-blattaria
Verbascum sinuato-blattaria är en flenörtsväxtart som beskrevs av Dominique Alexandre Godron och Gren.. Verbascum sinuato-blattaria ingår i släktet kungsljus, och familjen flenörtsväxter. Inga underarter finns listade i Catalogue of Life.